# Cecelia Ahernová
Cecelia Ahernová (* 30. září 1981, Dublin) je irská spisovatelka, autorka úspěšných knih, povídek a scénářů.

## Život
Narodila se v roce 1981 do rodiny bývalého irského premiéra a žije v irském Dublinu. Vystudovala obor žurnalistika a mediální komunikace. V posledních letech se začíná prosazovat také jako televizní producentka.

## Dílo
Svůj první román - "PS: Miluji tě" vydala v jednadvaceti letech, psát ho začala už ve svých čtrnácti letech. Román se okamžitě po uveřejnění stal mezinárodním bestsellerem a získal mnoho ocenění. Podle tohoto románu byl natočen i stejnojmenný film – režie Richard LaGravenese, 2007.
Obrovský mezinárodní úspěch zaznamenala i její druhá kniha – "Kde končí duha" - a také její další romány, například "Kdybys mě teď viděla", "Cesta ze ztracena", "Díky za vzpomínky", "Dárek", "Vzpomínky na zítřek", "Dívka za zrcadlem" a "Až se život zeptá".